# Olga Šilhánová
Olga Šilhánová (ur. 21 grudnia 1920 w Vysokim nad Jizerou, zm. 27 sierpnia 1986 w Pradze) – czeska gimnastyczka, mistrzyni olimpijska z 1948. W czasie swojej kariery sportowej reprezentowała Czechosłowację.

## Kariera sportowa
Zdobyła złoty medal w wieloboju drużynowym na igrzyskach olimpijskich w 1948 w Londynie. Jej koleżankami w reprezentacji Czechosłowacji były: Zdeňka Honsová, Marie Kovářová, Miloslava Misáková, Milena Müllerová, Věra Růžičková, Božena Srncová i Zdeňka Veřmiřovská. Pierwotnie w zespole miała występować Eliška Misáková, młodsza siostra Miloslavy. Jednak po przylocie do Londynu wykryto u niej chorobę Heinego-Medina i umieszczono w szpitalu, w którym zmarła w czasie rozgrywanych zawodów olimpijskich w gimnastyce.
Wielobój drużynowy był jedyną kobiecą konkurencją gimnastyczną rozgrywaną na tych igrzyskach olimpijskich. Kolejność drużyn była ustalana na podstawie wyników indywidualnych sześciu najlepszych gimnastyczek spośród ośmiu tworzących drużynę. W nieoficjalnej klasyfikacji indywidualnej Šilhánová zajęła 26. miejsce.
Zakwalifikowała się do reprezentacji Czechosłowacji na mistrzostwa świata w 1950 w Bazylei, ale Czechosłowacja ostatecznie w nich nie wystąpiła.